# (74024) Hrabe
(74024) Hrabe – planetoida z pasa głównego asteroid okrążająca Słońce w ciągu 3 lat i 277 dni w średniej odległości 2,42 j.a. Została odkryta 23 kwietnia 1998 roku w Obserwatorium Kleť. Przed nadaniem nazwy planetoida nosiła oznaczenie tymczasowe (74024) 1998 HR4.